# Celma Ribas
Pour les articles homonymes, voir Ribas.
Celma Ribas, née le 10 novembre 1982 à Luanda, est une chanteuse, compositrice et femme d'affaires originaire d'Angola.

## Biographie
Celma Ribas est née à Luanda le 10 novembre 1982. Mais, alors qu'elle est encore enfant, sa famille s'installe à Cologne, en Allemagne, où son père, diplomate, travaille. En 1996, à l'âge de 14 ans, Ribas commence à se faire connaître par son chant et à faire des voyages en Angola pour s'y produire sur scène. 
En 2008, Ribas participe à la version allemande d'Idol, appelée Deutschland sucht den SuperStar. Elle fait partie des trente derniers concurrents, atteint la demi-finale, mais ne va pas plus loin. Le magazine allemand Der Spiegel laisse entendre dans un reportage qu'une fille de famille africaine n'avait que peu de chance dans ce type de concours d'atteindre la finale.
À la suite de ce concours de chanson à la télévision allemande, elle décide de revenir en Angola. Sa prestation a été suivie dans son pays natal, et lui permet, en ayant été ainsi exposée sous les feux de la rampe, de négocier un contrat avec un label musical Le premier album de Ribas, intitulé Energia, préparé en partie en Europe, sort en Angola en 2009 et y est promu par le producteur de Radio Luanda Afonso Quintas. Son deuxième album, Fantástico, sort en premier au Portugal en 2011, avec une pré-édition du single Commando. Ce single est utilisé dans la musique du titre de l'émission de télé-réalité Big Brother Africa. Parmi les autres singles de l'album figurent One Love et Gangsta Love.
Elle se marie en décembre 2012 à Luanda. Un fils naît en juillet 2014,.
Dès mi-2014, elle prépare son retour dans l'univers musical. Elle participe à un album de l'artiste brésilienne Kelly Key, No Controle (pt), qui sort en 2015. Elle compose certains titres et assure la direction artistique de ce projet.
L'album Karma de Ribas sort en 2019. Cet album sort d'abord aux États-Unis : elle s'est en effet installée au Texas, à Houston, où son mari travaille. Elle y possède et dirige également une marque de produits de beauté,.

## Place dans la musique populaire angolaise
Les chanteurs et musiciens angolais, associant avec succès les rythmiques africaines aux ballades, ont créé une musique populaire, diffusé un genre musical spécifique, le semba, et reflété par les thèmes de leurs chansons les aspirations de leur pays, notamment l'aspiration à l'indépendance et à plus de justice sociale. L'indépendance n'a été acquise qu'en 1975, malgré des luttes pour la décolonisation bien antérieures et grâce à la révolution des Œillets dans le pays colonisateur, le Portugal. Mais c'est une guerre civile qui a suivi, jusqu'en 2002. La classe moyenne angolaise, lasse des combats idéologiques, aspire désormais à un climat plus apaisé et rêve de bénéficier davantage de la richesse des ressources naturelles du pays (pétrole, gaz, diamant, etc.). Une nouvelle génération de chanteurs ou chanteuses, comme Celma Ribas, émerge, créant de nouveaux genres musicaux comme le kizomba, sans doute globalement moins enracinée dans la tradition africaine, et plus inspirée de l'occident, y compris par leurs clips musicaux et par leurs thèmes. Un chanteur comme Paulo Flores, qui a commencé sur scène lui aussi très jeune, y a précédé Celma Ribas d'une quinzaine d'années et s'est installé, contraint à l'exil, au Portugal, est entre les deux mais tente davantage de revenir aux origines musicales africaines,,